# Feijenoord in het seizoen 1955/56
Het seizoen 1955/1956 was het tweede jaar in het bestaan van de Rotterdamse betaaldvoetbalclub Feijenoord. De club kwam uit in de Hoofdklasse B en eindigde daarin op de vijfde plaats, dit betekende dat de club in het nieuwe seizoen uitkwam in de Eredivisie.

## Wedstrijdstatistieken

### Hoofdklasse B
|       | Alkmaar '54 | BVV   | D.F.C. | EDO   | Elinkwijk | Emma  | Sportclub Enschede | De Graafschap | GVAV  | MVV   | PSV   | Rapid JC | SHS   | Sittardia | SVV   | De Volewijckers | Willem II |
| ----- | ----------- | ----- | ------ | ----- | --------- | ----- | ------------------ | ------------- | ----- | ----- | ----- | -------- | ----- | --------- | ----- | --------------- | --------- |
| Thuis | 0 – 3       | 2 – 2 | 1 – 1  | 1 – 1 | 1 – 1     | 2 – 0 | 4 – 3              | 6 – 1         | 5 – 1 | 1 – 3 | 2 – 3 | 2 – 0    | 6 – 1 | 3 – 1     | 2 – 0 | 11 – 4          | 0 – 1     |
| Uit   | 2 – 3       | 0 – 0 | 0 – 0  | 1 – 2 | 4 – 1     | 0 – 6 | 4 – 3              | 3 – 5         | 5 – 4 | 2 – 1 | 3 – 2 | 4 – 1    | 1 – 1 | 2 – 4     | 1 – 4 | 2 – 5           | 1 – 2     |

## Statistieken Feijenoord 1955/1956

### Eindstand Feijenoord in de Nederlandse Hoofdklasse B 1955 / 1956
| Stand | Gespeeld | Gewonnen | Gelijk | Verloren | Punten | Doelpunten voor | Doelpunten tegen |
| ----- | -------- | -------- | ------ | -------- | ------ | --------------- | ---------------- |
| 5e    | 34       | 17       | 7      | 10       | 41     | 93              | 62               |

### Topscorers
| Competitie \| # \| Naam \| \| \| -------------- \| ------------------------- \| -- \| \| 1. \| Henk Schouten \| 34 \| \| 2. \| Cor van der Gijp \| 16 \| \| 3. \| Tinus Bosselaar \| 10 \| \| 4. \| Aad Bak \| 7 \| \| 5. \| Coen Moulijn \| 6 \| \| 6. \| Daan den Bleijker \| 4 \| \| 6. \| Nico de Bruijn \| 4 \| \| 6. \| Gerard van de Korput \| 4 \| \| 6. \| Riny van Woerden \| 4 \| \| 10. \| Wim de Kreek \| 1 \| \| 10. \| Toon Meerman \| 1 \| \| 10. \| Piet Steenbergen \| 1 \| \| Eigen doelpunt \| \| \| \| – \| Gerard Rumpen (Sittardia) \| 1 \| \| Totaal \| Totaal \| 93 \| |                           |      |
| # | Naam                      | Goal |
| 1. | Henk Schouten             | 34   |
| 2. | Cor van der Gijp          | 16   |
| 3. | Tinus Bosselaar           | 10   |
| 4. | Aad Bak                   | 7    |
| 5. | Coen Moulijn              | 6    |
| 6. | Daan den Bleijker         | 4    |
| 6. | Nico de Bruijn            | 4    |
| 6. | Gerard van de Korput      | 4    |
| 6. | Riny van Woerden          | 4    |
| 10. | Wim de Kreek              | 1    |
| 10. | Toon Meerman              | 1    |
| 10. | Piet Steenbergen          | 1    |
| Eigen doelpunt |                           |      |
| – | Gerard Rumpen (Sittardia) | 1    |
| Totaal | Totaal                    | 93   |

## Voetnoten
Mannen
1954/55 · 1955/56 · 1956–1988 · 1988/89 · 1989/90 · 1990/91 · 1991/92 · 1992/93 · 1993/94 · 1994/95 · 1995/96 · 1996/97 · 1997/98 · 1998/99 · 1999/00 · 2000/01 · 2001/02 · 2002/03 · 2003/04 · 2004/05 · 2005/06 · 2006/07 · 2007/08 · 2008/09 · 2009/10 · 2010/11 · 2011/12 · 2012/13 · 2013/14 · 2014/15 · 2015/16 · 2016/17 · 2017/18 · 2018/19 · 2019/20 · 2020/21 · 2021/22 · 2022/23 · 2023/24 · 2024/25 · 2025/26

Vrouwen
2021/22 · 2022/23 · 2023/24 · 2024/25 · 2025/26